# Étienne de Blégny
Étienne de Blégny est un maître écrivain juré, mort en 1700.

## Biographie
Il était le frère du médecin et chirurgien Nicolas de Blégny. Il a été reçu en la Communauté des maîtres écrivain jurés en 1666, et exerçait à Paris dans le dernier tiers du XVIIe siècle. On a de lui un portrait gravé par Voligny en 1691 (voir ici). À l'occasion de la parution de Les Elémens... en 1691, il est cité comme maître écrivain dans le recueil d'adresses publié par son frère le médecin Nicolas de Blégny en 1692 sous le pseudonyme d'Abraham Du Pradel. À cette époque, il habitait à l'entrée de la rue Saint-André [des Arcs], devant le pont Saint-Michel. Il est mort en février 1700.
Il est très probablement lié à François-Étienne de Blégny, papetier, né vers 1662, demeurant également rue Saint-André-des-Arts, impliqué dans des affaires politiques et embastillé.

## Œuvres gravées

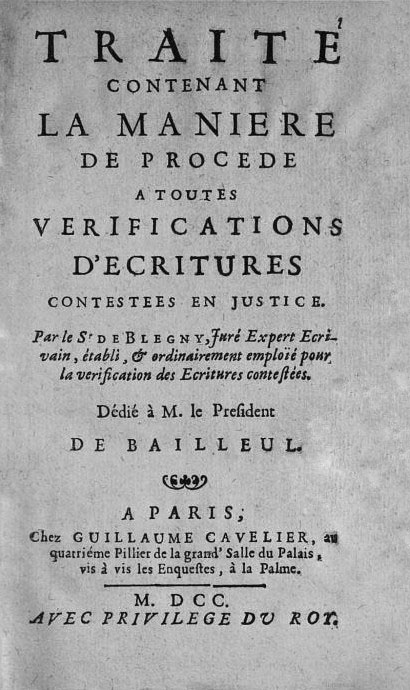
Titre du traité de 1700.

On remarque dans ses œuvres qu'il a travaillé non seulement dans la mouvance pédagogique (écriture, arithmétique, grammaire), mais aussi dans la mouvance judiciaire, comme "juré expert établi pour vérifier les écritures". Paillasson indique que son Traité de 1699 est resté utile jusqu'à l'ordonnance de 1737 qui réforma les principes de la vérification judiciaire.
- L'Orthografe françoise. Paris : G. André, 1667. (Paris BNF). Fac-similé : Genève, Slatkine, 1972.
- L'Orthografe françoise... 3e édition. Paris : Pierre de Bats, 1683. 12°, 153 p. (Paris BNF).
- L'Orthografe françoise... nouvelle édition revue, corrigée et augmentée considérablement. Paris : Pierre de Bats, 1723. 12°, 280 p. (Paris BNF).

Outre l'écriture, son deuxième ouvrage traite également d'arithmétique, d'orthographe, et de civilité :
- Les Elémens ou premières instructions de la jeunesse. Paris : Charles Cabri, Veuve Le Gras, Guillaume Cavelier, l’auteur, 1691. 8°, pl. gravées. (Paris BNF, Paris BHVP). Morison 1962 n° 57 avec 1 pl. repr. La troisième partie de ces instructions s'intitule La bonne méthode d'écrire et les exemples en sont gravés par Claude Auguste Berey.
- Idem. Paris : Guillaume Cavelier, 1712. (Chicago NL, Cambridge (MA) HUL. Cat. Destailleur n° 853, Becker 1997 n° 95.
- Idem. Paris : Guillaume Cavelier, 1735. (Chicago NL). Cat. Warmelink n° 82.
- Idem. Paris : Guillaume Cavelier Père, 1751 (impr. Paulus-Dumesnil). (Cambridge (MA) HUL, Chicago NL, Paris BNF). Cat. Jammes n° 55, Becker 1997 n° 96.
- Traité contenant la manière de procéder à toutes les vérifications d'écritures contestées en justice. Paris : Guillaume Cavelier, 1699 ou 1700. 12°, 318 p. Dédié au Président Nicolas de Bailleul. (Chicago NL, Gand BU, Paris BNF). Numérisé par l'Université de Gand.

## Œuvres manuscrites
D'après Mediavilla, il existe très peu d'exemples manuscrits de sa main.